# While the Earth Sleeps
«While the Earth Sleeps» — песня, написанная Эриком Муке и Мишелем Санчесом из Deep Forest совместно с Питером Гэбриелом. Является саундтреком к фильму Странные дни (1995) и звучит в его титрах. Также была выпущена как CD-сингл.

## Семплы
В треке звучат семплы из песни «Shashvi, Kakabi» в исполнении хора Цинандали, из народной болгарской (или македонской) песни «Дали знаеш, мила майко» в исполнении болгарской певицы Кати Петровой и из трека «Övgön Chuuvuu» (альбом Mongolie, musique vocale et instrumentale).
| Текст:                                                                              | Перевод:                                                                         |
| Дали знаеш мила майко, Што сум несрекьна, Цел ден дома сама седам, Надвор не смеям. | Знаешь ли, милая мама, Что я несчастна? Целый день дома сижу, Во двор не выхожу. |

## Треки
| №  | Название                                      | Автор(ы)                                | Примечания                                                           | Длительность |
| -- | --------------------------------------------- | --------------------------------------- | -------------------------------------------------------------------- | ------------ |
| 1. | «While the Earth Sleeps» (альбомная версия)   | Эрик Муке, Мишель Санчес, Питер Гэбриел |                                                                      | 3:50         |
| 2. | «Rid of Me»                                   | PJ Harvey                               | исполнена Джульетт Льюис, написана Дэниелом Реем and Ренди Герстоном | 4:13         |
| 3. | «While the Earth Sleeps» (расширенная версия) | Mouquet, Sanchez, Gabriel               | CD maxi-single only                                                  | 6:22         |

Второй трек звучит в Странных днях, но в официальном саундтреке его нет.